# تورزا موا، استان وارمیان مازوریان
تورزا موا، استان وارمیان مازوریان (به لاتین: Turza Mała, Warmian-Masurian Voivodeship) یک منطقهٔ مسکونی در لهستان است که در Gmina Płośnica واقع شده‌است.